# 切尔特科沃农村居民点
切尔特科沃农村居民点（俄语：Чертковское сельское поселение）是俄罗斯联邦弗拉基米尔州谢利瓦诺沃区所属的一个农村居民点。其下辖有25个居民点，行政中心为切尔特科沃。据2016年统计，该农村居民点的人口为844人。